# Sheema Kalbasi
Sheema Kalbasi (persisk: شیما کلباسی, født 20. november 1972 i Teheran, Iran) er menneskerettighedsaktivist, prisbelønnet lyriker og litterær oversætter.
Hun er direktør for Dialogue of Nations through Poetry in Translation, direktør for Poetry of Iranian Women Project, lyrikredaktør for The Muse Apprentice Guild og meddirektør for Other Voices International. Hun har udgivet digtsamlingerne “Echoes in Exile” (på engelsk) og Sangsar (Stening) (på persisk). Kalbasis arbejde er publiceret i adskillige tidsskrifter og antologier og er blevet oversat til mange sprog. Hun har bl.a. oversat digte af den danske lyriker Jens Fink-Jensen til engelsk og persisk.
Sheema Kalbasi er en af de få litterater, som udbreder såvel lyrikere med iransk baggrund som internationale lyrikere til et engelsktalende publikum. Hun har desuden skabt den særlige “horizontal and vertical”-digtform. Kalbasis arbejde er kendetegnet ved hendes passionerede forsvar for etniske og religiøse mindretals rettigheder. Hun har arbejdet for FN og Center for Non Afghan Refugees i Pakistan samt i Danmark, hvor hun var bosat i 10 år. Hun bor i dag med sin mand og datter i USA.

## Bogudgivelser
- Seven Valleys of Love, tosproget antologi af kvindelige digtere fra middelalderens Persien til nutidens Iran (Phoenix Rising Arts Publishing, 2008)
- Echoes in Exile, digtsamling (Phoenix Rising Arts Publishing, 2006)
- Sangsar (Stoning), digtsamling (Sinbad Publishing, 2005)

## Eksterne links
- The Other Voices International Project Arkiveret 9. februar 2012 hos  Wayback Machine
- Litterær blog
- Iranian Times